# Redenção da Serra
Redenção da Serra é um município brasileiro do estado de São Paulo, que integra a Região Imediata de Taubaté-Pindamonhangaba. Sua população, conforme estimativa do IBGE para 2021, era de 3 827 habitantes.

## História
A história de Redenção da Serra, tem início no começo do século XIX. Com o esgotamento do ouro nas Minas Gerais, a economia brasileira se deslocou para o Vale do Paraíba movida pelo fenômeno do ciclo do café. A monocultura do café trouxe a expansão cafeeira na região, ocupando vales e montanhas, possibilitando o surgimento de cidades e vilarejos, dinamizando e enriquecendo importantes centros urbanos na época como, Taubaté, Pindamonhangaba, Guaratinguetá, Lorena e Bananal.
Visando ampliar a extensão das lavouras cafeeiras em territórios ainda desconhecidos, o governador da província de São Paulo nomeou o sertanista e grande desbravador capitão-mor, Francisco Ferraz de Araújo, juntamente com sua esposa Maria Leite Galvão de França, moradores da então Vila Real de Nossa Senhora do Bom Sucesso de Pindamonhangaba, filho do ilustre paulista Miguel Godoy Moreira, um importante e rico proprietário de terras, que ocupou cargos de confiança no governo da Capitania de São Paulo.
Cumprindo a determinação do governador e alimentados pelo sonho de fazer fortuna com o ciclo do café que ganhava forças na região, o casal de desbravadores seguiram rumo aos sertões da Serra do Mar acompanhados de um grande número de escravos a procura de territórios e terras férteis para o cultivo de café.
Se instalaram às margens do rio Paraitinga num pequeno vale entre as montanhas da região no que hoje é conhecido como sertão da Samambaia, em terras outrora pertencentes a Taubaté e construíram ali uma fazenda.
Após a instalação e o início das lavouras, um dos melhores escravos do capitão, ao abrir por entre a mata trilhas e caminhos de acesso à fazenda, morreu picado por uma cobra. O bravo escravo desbravador, foi sepultado em um local aos arredores da fazenda e a sepultura foi assinalada por uma grande cruz de madeira em sua memória.
Com início do povoamento nas proximidades da fazenda, Ferraz de Araújo, a todos que lhe solicitavam terras, mandava que fosse usadas as terras próximas à cruz, sendo esta a única condição e consequentemente o caminho da cruz se tornou popular entre as pessoas que ali vinham morar.
Mais tarde com o declínio do café no Vale do Paraíba, o vilarejo passou a sobreviver somente da agricultura de subsistência, destacando o cultivo de linho. Por esse motivo recebeu popularmente o nome de Paiolinho (paiol + linho), referência direta à plantação de linho feita pelos moradores e às fibras secas recolhidas que eram depositadas em uma cabana de madeira chamada paiol destinadas ao armazenamento.
O vilarejo crescia e por volta do ano de 1850, no lugar da antiga cruz de madeira, foi construída uma pequena capela que possuía duas torres e um sino com ajuda dos moradores e de fazendeiros da região, sendo chamada de capela de Santa Cruz pelo vigário Padre João Alves Coelho Guimarães. O vilarejo ganhava assim a sua primeira paróquia, a paróquia de Santa Cruz do Paiolinho.
Em 24 de março de 1860 o povoado foi elevado a freguesia em terras do município de Taubaté. A população cresceu e a produção agrícola dava bons lucros, o que levou Paiolinho a ser elevada à categoria de município segundo Lei Provincial nº 33, de 8 de maio de 1877.
O município possuía sede na povoação de Paiolinho e seus territórios foram desmembrados do município de Taubaté tendo sua instalação a 1 de dezembro de 1877.
Em 1882, inspirados pelo progresso na região, deu-se início a construção da nova igreja matriz de Santa Cruz, com a ajuda de escravos e pedreiros. Porém antes do término das obras, em 1890, o idealizador do projeto, vigário padre José Grecco, deixou a paróquia, paralisando sua construção e após onze anos, as obras foram reiniciadas, com a posse do Padre Francisco Filipe em 1904, a Igreja Matriz finalmente foi inaugurada

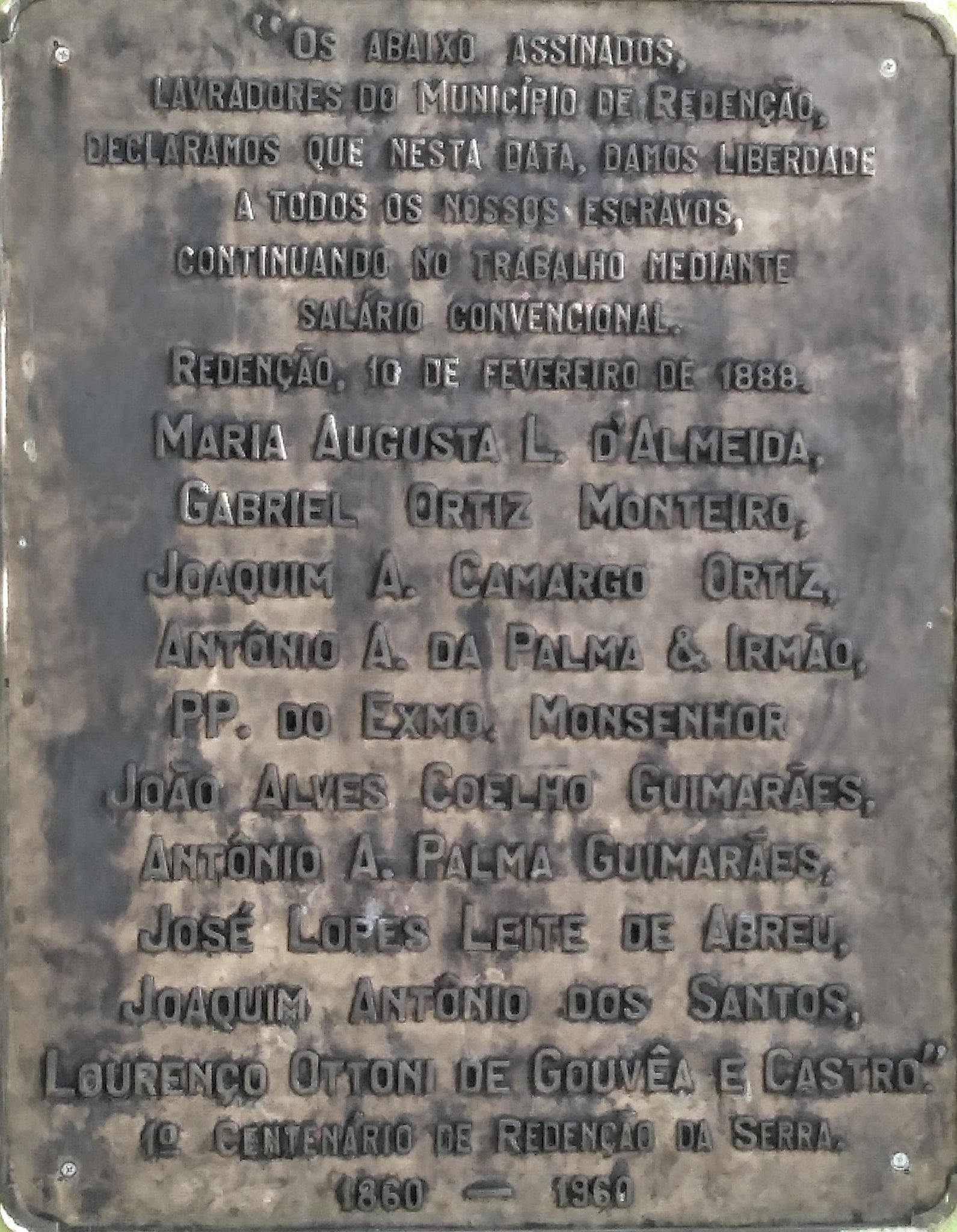
"Monumento da Abolição", localizado na praça central de Redenção da Serra.

Redenção da Serra esteve diretamente ligada ao abolicionismo da década de 1880, sendo esse movimento representado na região pela Carta da Ponte Alta, um manifesto assinado por fazendeiros do município de Paiolinho em 10 de fevereiro de 1888, libertando todos os escravizados locais, antecipando-se em quase 3 meses em relação à Lei Áurea e tornando a cidade a pioneira na abolição da escravidão no Vale do Paraíba paulista. Em um contexto de fortalecimento do abolicionismo em todo o país e possivelmente inspirados pelo exemplo de outras regiões paulistas, como Ribeirão Preto e Rio Claro, que aboliram localmente a escravidão entre agosto de 1887 e fevereiro de 1888, respectivamente, a Carta da Ponte Alta reuniu as assinaturas de 10 fazendeiros da cidade, liderados por Maria Augusta Lopes d'Almeida, irmã do proprietário da Fazenda Ponte Alta, libertando, assim, todos os escravizados locais – ocasião em que a cidade foi renomeada como Redenção da Serra. Entre os signatários do manifesto, além de Maria Augusta, estão o Major Gabriel Ortiz Monteiro, Joaquim A. Camargo Ortiz, Antônio A. da Palma e seu irmão, Monsenhor João Alves Coelho Guimarães, Antônio A. Palma Guimarães, José Lopes Leite de Abreu, Joaquim Antônio dos Santos e Lourenço Ottoni de Gouvêa e Castro. Na praça central de Redenção há uma placa comemorativa a respeito da ocasião, nomeada "Monumento da Abolição" e inaugurada em 1960, quando do centenário do município, destacando que os escravizados da cidade foram libertos por iniciativa de seus senhores, “continuando no trabalho mediante salário convencional”. Embora a história oficial do município tenha tratado Redenção da Serra como a pioneira na abolição da escravidão no estado de São Paulo, o fato é que a cidade foi a terceira localidade da região a libertar seus cativos, sendo seguida pelos municípios de Pindamonhangaba e Taubaté.
Em 21 de maio de 1934, Redenção deixou de ser município e voltou à condição de distrito pela Lei nº 6448, sendo incorporada ao município de Jambeiro, do qual se separou em 5 de julho de 1935 e passou a pertencer a comarca de Taubaté, sendo reinstalado novamente o município em  1 de janeiro de 1936.
Em 30 de novembro de 1944, numa reunião do quadro administrativo, territorial e judiciário do estado de São Paulo, segundo o Decreto-Lei nº 14.334,  discutiu-se que Redenção sendo o primeiro local paulista a libertar seus escravos, nada mais justo do que designá-lo com um nome que eternizasse o feito grandioso, assim o antigo povoado de Santa Cruz do Paiolinho, chamada de Redenção, passou a se chamar Redenção da Serra, também devido a sua situação geográfica entre os contrafortes da Serra do Mar.
No começo da década de 1970, por uma necessidade de atendimento sócio-econômico regional, o estado deu início à construção da Usina Hidrelétrica de Paraibuna, represando os rios Paraibuna e Paraitinga e formando a Represa de Paraibuna ou  represa da Companhia Energética de São Paulo (CESP).
A construção porém de inusitadas implicações, determinou o desaparecimento de Natividade da Serra e Redenção da Serra. Da velha Redenção da Serra, cheia de tradições e fatos históricos, restou na parte mais alta do município que não foi atingida pelas águas a Igreja Matriz, o sobrado com sacadas de ferro que sediava a prefeitura e outros poucos sobrados e residenciais da rua Capitão Alvim. A parte mais baixa porém foi totalmente invadida pelas águas.
Na zona rural, o represamento das águas afetou as terras férteis, eliminando grande parte da agricultura de subsistência. A industrialização da “Calha do Vale” (Taubaté, Pindamonhangaba e Tremembé) e a inundação de parte do município, contribuíram para o  êxodo rural de grande parte da população produtiva.
Em 25 de agosto de 1974 de acordo com o decreto de implantação nº 190, nasce a nova Redenção da Serra, onde numa colina era erguida pelo povo redencense o cruzeiro que simbolizaria o renascimento do município.

## Geografia

### Hidrografia

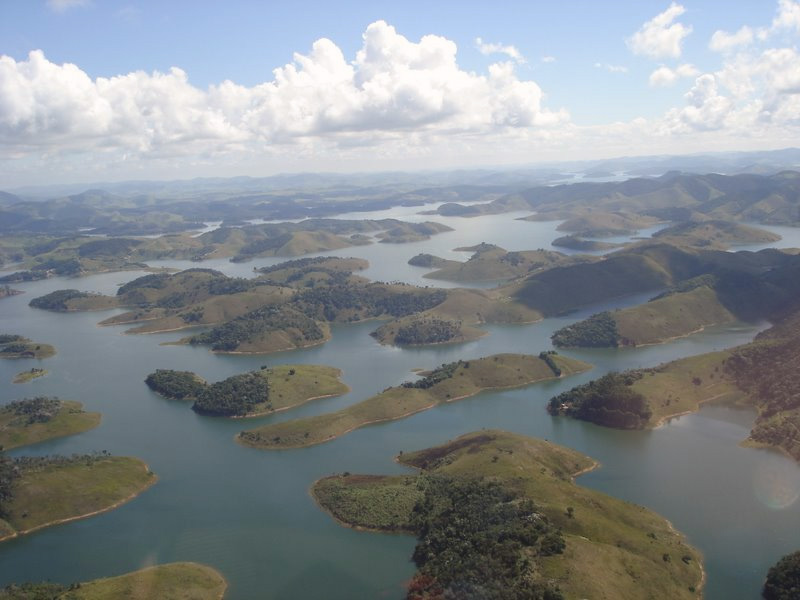
Represa de Paraibuna

- Rio Paraitinga
- Rio Una (ou Rio das Almas)
- Ribeirão das Antas
- Ribeirão Taberão
- Ribeirão dos Afonsos
- Ribeirão dos Venâncios
- Ribeirão Turvinho
- Corrego do Fonsecada
- Corrego dos Hilários
- Corrego dos Potes
- Corrego dos Bastos
- Corrego Três Mojolos
- Corrego Santo Antônio

### Rodovias
- SP-121 Major Gabiel Ortiz Monteiro
- SP-121 Otacílio Fernandes da Silva

## Demografia

### População
| Crescimento populacional                             | Crescimento populacional | Crescimento populacional | Crescimento populacional |
| Ano                                                  | População Total          |                          | %±                       |
| ---------------------------------------------------- | ------------------------ | ------------------------ | ------------------------ |
| 1890                                                 | 5 797                    |                          | —                        |
| 1900                                                 | 7 227                    |                          | 24,7%                    |
| 1910                                                 | 11 888                   |                          | 64,5%                    |
| 1920                                                 | 7 578                    |                          | −36,3%                   |
| 1925                                                 | 7 667                    |                          | 1,2%                     |
| 1937                                                 | 5 777                    |                          | —                        |
| 1940                                                 | 5 537                    |                          | −4,2%                    |
| 1946                                                 | 7 037                    |                          | 27,1%                    |
| 1950                                                 | 5 589                    |                          | −20,6%                   |
| 1958                                                 | 5 673                    |                          | 1,5%                     |
| 1960                                                 | 5 400                    |                          | −4,8%                    |
| 1970                                                 | 5 135                    |                          | −4,9%                    |
| 1980                                                 | 4 001                    |                          | −22,1%                   |
| 1991                                                 | 4 008                    |                          | 0,2%                     |
| 2000                                                 | 4 047                    |                          | 1,0%                     |
| 2010                                                 | 3 873                    |                          | −4,3%                    |
| 2022                                                 | 4 494                    |                          | 16,0%                    |
| Est. 2024                                            | 4 611                    | [ 9 ]                    | 2,6%                     |
| Fontes: Censos Demográficos IBGE e Estimativas SEADE |                          |                          |                          |

### Dados demográficos
Dados do censo de 2022
- População total: 4.494
- População Urbana: 3.030
- População Rural: 1.464
- Densidade demográfica (hab./km²): 14,54
- Índice de Desenvolvimento Humano (IDH-M): 0,736
  - IDH-M Renda: 0,629
  - IDH-M Longevidade: 0,778
  - IDH-M Educação: 0,802

(Fonte: IPEADATA)

## Infraestrutura

### Comunicações
O sistema de telefones automáticos foi inaugurado na cidade em 1977 pela Telecomunicações de São Paulo (TELESP), que também implantou o sistema de discagem direta à distância (DDD) em 1988 com o código de área (0122). Anteriormente a cidade era atendida pela Companhia de Telecomunicações do Estado de São Paulo (COTESP).
Na década de 90 o código DDD da cidade foi alterado para (012), para padronização do sistema telefônico com a telefonia celular que estava sendo implantada em todo o estado.

## Religião
O Cristianismo se faz presente na cidade da seguinte forma:

### Igreja Católica
- A igreja faz parte da Diocese de Taubaté.[18]

### Igrejas Evangélicas
Entre as igrejas protestantes históricas, pentecostais e neopentecostais, encontram-se na cidade:
- Assembleia de Deus Ministério do Belém.[21][22]
- Congregação Cristã no Brasil.[23]